# Book test

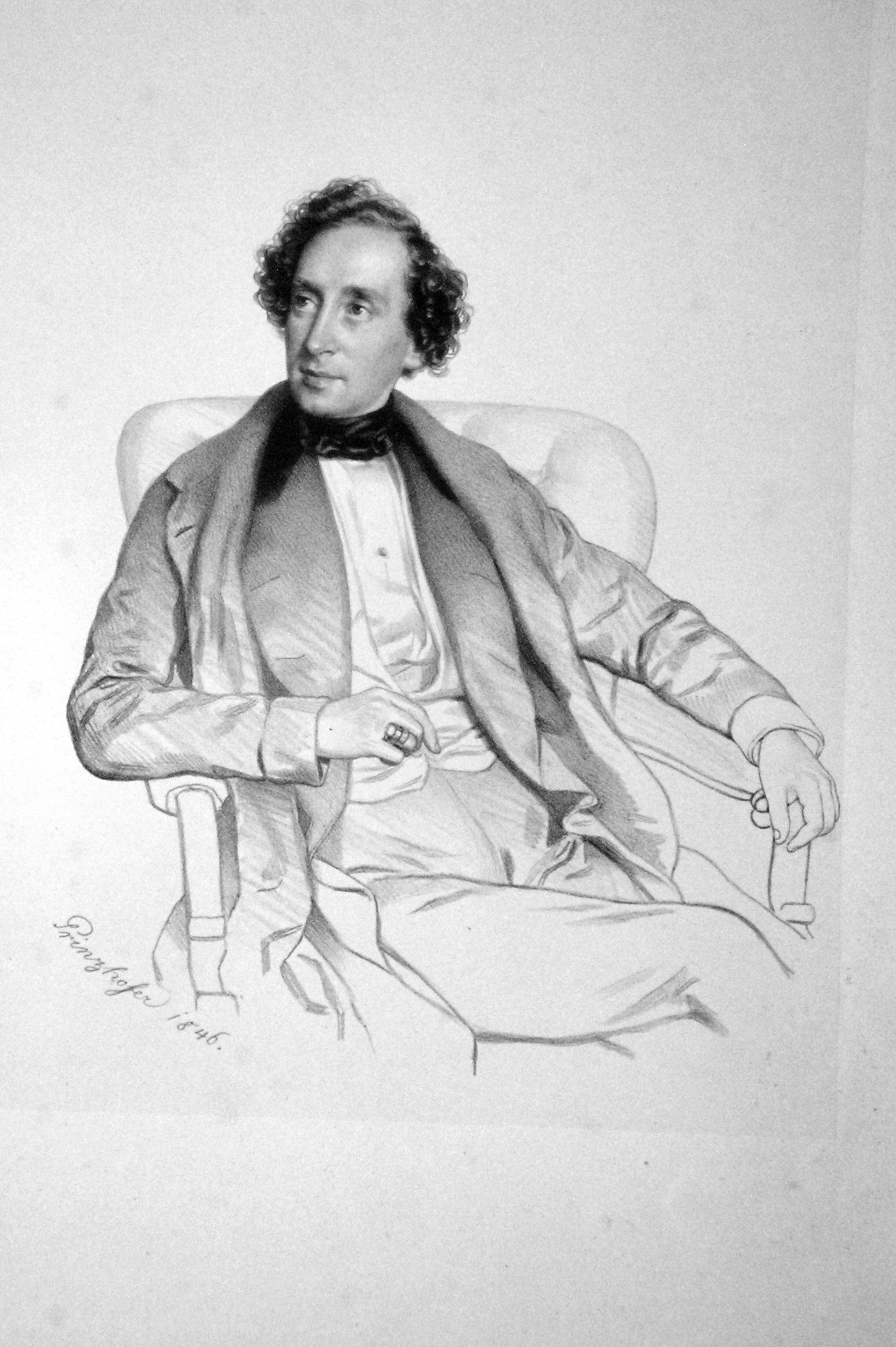
Johann Nepomuk Hofzinser a présenté le premier exemple moderne du book test.

Un book test est une expérience de mentalisme destiné à découvrir un mot librement pensé par un spectateur dans un ou plusieurs livres. Le mentaliste peut avoir les yeux bandés pendant que le spectateur lira mentalement un ou plusieurs mots dans sa tête.